# Sông Vu Gia

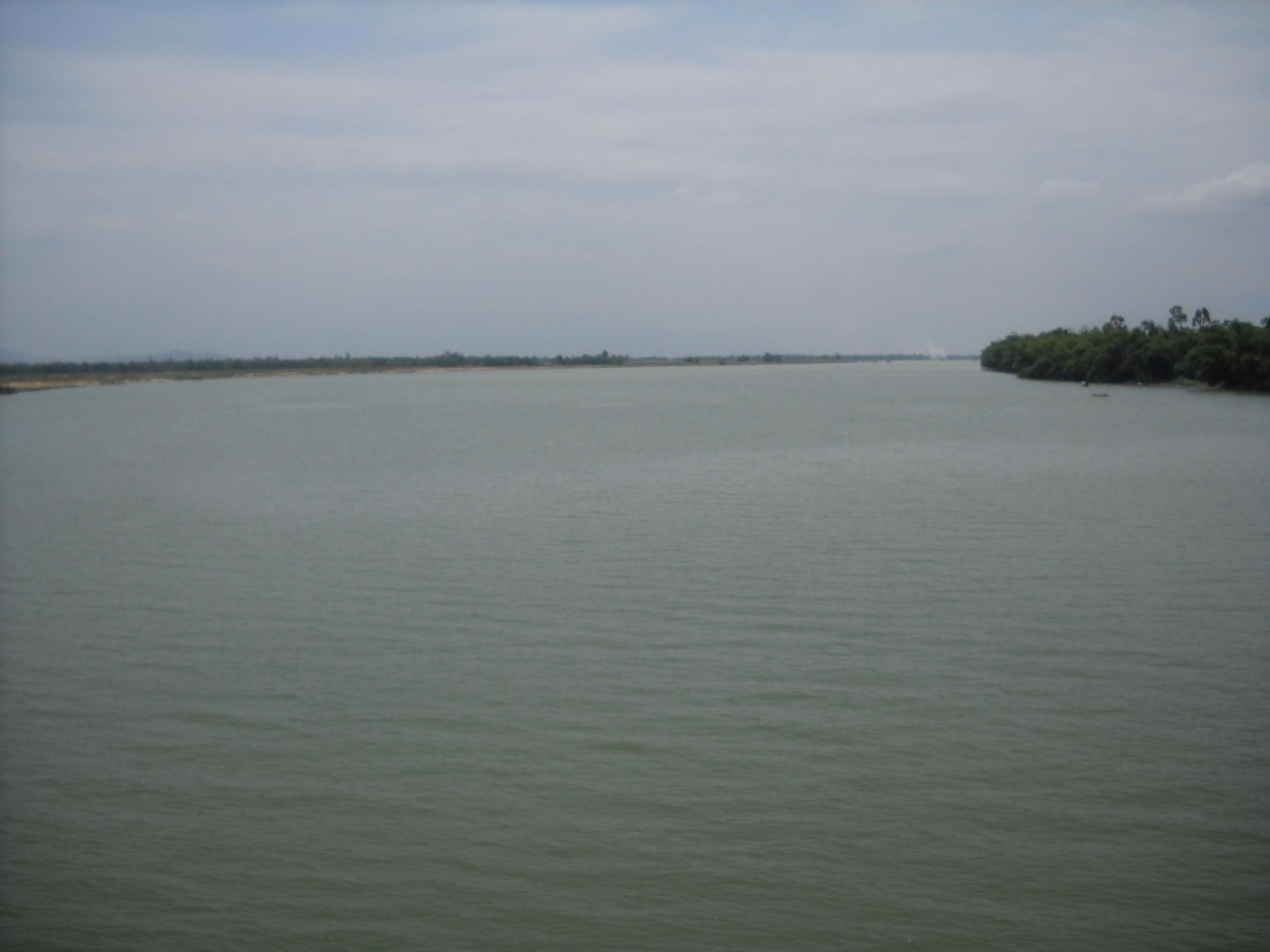
Sông Vu Gia, đoạn qua Điện Bàn, Quảng Nam

Sông Vu Gia, phần thượng nguồn ở Phước Sơn được gọi là Đắk Mi, là một sông lớn ở phía Bắc tỉnh Quảng Nam, Việt Nam .

## Dòng chảy
Sông bắt nguồn từ vùng núi ở phía Tây Nam của tỉnh Quảng Nam và ở phía Bắc của tỉnh Kon Tum.
Phần thượng nguồn ở Phước Sơn được gọi là Đắk Mi, sông chảy theo hướng Nam lên Bắc. Khi qua địa bàn phía Đông huyện Nam Giang, sông được gọi là sông Cái. Tại đây, nó nhận một phụ lưu lớn ở phía Tây (tả ngạn), đó là sông Thanh.
Bắt đầu khi chảy sang huyện Đại Lộc, sông được gọi là Vu Gia và có dòng chảy theo hướng Đông-Tây. Sông Vu Gia chảy đến địa phận xã Đại Hòa ở phía Tây Đại Lộc thì tách ra làm hai dòng, một là sông Yên chảy lên phía Bắc hội lưu với sông Cầu Đỏ, dòng còn lại là sông Quá Giáng chảy hướng Đông-bắc hội lưu với sông Đò Toản (một chi lưu của sông Thu Bồn), sông Đò Toản sau đó hợp lưu với sông Cầu Đỏ tại ngã ba ranh giới các quận Cẩm Lệ, Hải Châu và Ngũ Hành Sơn.
Đầu năm 2001, sông Vu Gia tại địa phận xã Đại Cường, huyện Đại Lộc đã tạo ra một dòng chảy được gọi là lạch Quảng Huế mới hội lưu vào sông Thu Bồn và chuyển gần hết lượng nước của mình qua dòng mới đó vào sông Thu Bồn. Việc này làm giảm lượng nước của phân lưu đổ vào sông Yên, và từ đó dẫn tới thiếu nước cho sông Yên và sông Hàn. Các ruộng luống ở phía Bắc Quảng Nam trở nên bị khô hạn trong khi nước mặn từ biển đã thâm nhập vào sông Hàn gây khó khăn cho việc khai thác nước sinh hoạt của thành phố Đà Nẵng. Tỉnh Quảng Nam đã phải xây một con đập kiên cố để chỉnh dòng chảy của Vu Gia về như cũ .

## Thủy điện
Sông Vu Gia chảy trong địa bàn núi và trung du, do đó có nhiều tiềm năng thủy điện. Hiện ngành điện lực Việt Nam đang dự tính các dự án thủy điện sau trên sông Vu Gia và phụ lưu:
- Thủy điện A Vương, công suất lắp máy 210 MW, khởi công tháng 8/2003, hoàn thành tháng 12/2008;
- Thủy điện Sông Bung 2, 100 MW;
- Thủy điện Sông Bung 4, 220 MW;
- Thủy điện Sông Giằng, 60 MW;
- Thủy điện Za Hưng, 30 MW, khởi công tháng 3/2007, hoàn thành tháng 7/2009;
- Thủy điện Đăk Mi 1, 255 MW;
- Thủy điện Đăk Mi 4, 190 MW;
- Thủy điện Sông Kôn 2, 60 MW.

Tuy nhiên Quỹ Quốc tế Bảo vệ Thiên nhiên (WWF) khuyến cáo và lo ngại rằng, việc phát triển thủy điện kéo theo sự xâm hại không nhỏ đến thiên nhiên đang rất cần sự bảo tồn...